# Stazione di Corigliano d’Otranto
Stazione di Corigliano d'Otranto vasútállomás Olaszországban, Puglia régióban, Corigliano d’Otranto településen.

## Vasútvonalak
Az állomást az alábbi vasútvonalak érintik:
- Maglie–Otranto-vasútvonal

## Kapcsolódó állomások
A vasútállomáshoz az alábbi állomások vannak a legközelebb: 
- Stazione di Melpignano
- Zollino railway station